# Ломонос курчавый
Ломонос курчавый (лат. Clematis crispa) — вид цветковых растений рода Ломонос (Clematis) семейства Лютиковые (Ranunculaceae).

## Этимология
Русское название рода «ломонос» произошло от способности волосков плодов-семянок ломоноса восточного (Clematis orientalis) попадать в нос человека и вызывать неприятные ощущения. По другим источникам название рода связвно с неприятным запахом некоторых видов. 
Латинское научное название рода Clématis происходит от др.-греч. κληματίς, clēmatís — «вьющееся растение», что в свою очередь образовано от  др.-греч. κλήμα, klḗma — «веточка, росток, усик». В садоводстве (и в русском языке) закрепилась неверная форма ударения в научном названии рода — клема́тис.

## Ботаническое описание
Кустарниковая лиана длиной до 3 м.
Листья о 3—7, яйцевидных или яйцевидно-ланцетных голых, иногда лопастных листочках, длиной 4—8 см.
Цветки одиночные, колокольчатые, диаметром 2—4 см, ароматные; чашелистики синевато-пурпурные, с оранжевым оттенком, по краям, особенно у верхушки, с довольно широкой, густо опушённой каймой, снаружи голые.
Семянки округло-яйцевидные или почти округлые, длиной и шириной до 7 мм, опушённые, сплюснутые, постепенно переходящие в слегка согнутый шиловидный носик длиной до 2 см.
Цветение в июне — сентябре.

## Распространение и экология
В природе ареал вида охватывает юго-восточные районы США.
Произрастает во влажных долинах.

## Классификация

### Таксономия
Вид Ломонос курчавый входит в род Ломонос (Clematis) трибы Anemoneae подсемейства Лютиковые (Ranunculoideae) семейства Лютиковые (Ranunculaceae) порядка Лютикоцветные (Ranunculales).
|  |                       |  |                                          |                                          |                        |  | ещё 4 подсемейства (согласно Системе APG II) | ещё 4 подсемейства (согласно Системе APG II) |                                      |  |  |  | ещё 6 родов       | ещё 6 родов          |  |  |
|  |                       |  |                                          |                                          |                        |  | ещё 4 подсемейства (согласно Системе APG II) | ещё 4 подсемейства (согласно Системе APG II) |                                      |  |  |  | ещё 6 родов       | ещё 6 родов          |  |  |
|  |                       |  |                                          | семейство Лютиковые                      |                        |  |                                              |                                              | триба Anemoneae                      |  |  |  |                   | вид Ломонос курчавый |  |  |
|  |                       |  |                                          | семейство Лютиковые                      |                        |  |                                              |                                              | триба Anemoneae                      |  |  |  |                   | вид Ломонос курчавый |  |  |
|  | порядок Лютикоцветные |  |                                          |                                          | подсемейство Лютиковые |  |                                              |                                              | род Ломонос                          |  |  |  |                   |                      |  |  |
|  | порядок Лютикоцветные |  |                                          |                                          |                        |  |                                              |                                              |                                      |  |  |  |                   |                      |  |  |
|  |                       |  | ещё 9 семейств (согласно Системе APG II) | ещё 9 семейств (согласно Системе APG II) |                        |  |                                              | ещё 8 триб (согласно Системе APG II)         | ещё 8 триб (согласно Системе APG II) |  |  |  | ещё 230—250 видов |                      |  |  |
|  |                       |  |                                          | ещё 9 семейств (согласно Системе APG II) |                        |  |                                              |                                              | ещё 8 триб (согласно Системе APG II) |  |  |  |                   |                      |  |  |